# Józef Dunin-Borkowski (wojskowy)
Józef Dunin-Borkowski (ur. 19 lutego 1879 we Florencji, zm. 3 lipca 1920) – major kawalerii Wojska Polskiego, kawaler Orderu Virtuti Militari. Pośmiertnie został awansowany na podpułkownika.

## Życiorys
Józef Dunin-Borkowski urodził się 19 lutego 1879 we Florencji, w rodzinie ziemiańskiej pochodzącej z Podola.  Ukończył gimnazjum w Piotrkowie. W latach 1897–1898 odbył jednoroczną obowiązkową służbę wojskową w armii rosyjskiej w tatarskim pułku jazdy, gdzie otrzymał stopień chorążego rezerwy . W latach 1897–1899 studiował na Uniwersytecie w Zurychu, później na Uniwersytecie w Berlinie. Przerwał studia w 1900 r., po czym rozpoczął je w Technische Hochschule w Dreźnie (pozostawał tam do 1906 r., nie jest pewne, czy ukończył naukę). Równocześnie, w roku akademickim 1904/1905, kształcił się na Uniwersytecie we Fryburgu. W jego aktach wojskowych znajduje się też informacja o uzyskaniu doktoratu z chemii na paryskiej Sorbonie.
10 sierpnia 1914 wstąpił do Legionów Polskich . Otrzymał dowództwo tworzonego II plutonu 2 szwadronu Legionów. Z jednostką przeszedł kampanię karpacką. 29 września został mianowany chorążym, a 30 listopada 1914 – podporucznikiem kawalerii. Na początku maja 1915 roku Dunin-Borkowski został skierowany do Zdani koła Radomska, gdzie powierzono mu organizację 5 szwadronu kawalerii, nad którym objął dowództwo. Po śmierci rot. Zbigniewa Dunina-Wąsowicza w szarży pod Rokitną, Józef Dunin-Borkowski powrócił do 2 szwadronu. 9 sierpnia 1915 został mianowany porucznikiem. W tym samym miesiącu wrócił do 2 pułku ułanów na stanowisko dowódcy 5 szwadronu. W lipcu 1917, po kryzysie przysięgowym, służył w Polskim Korpusie Posiłkowym. Został mianowany dowódcą 2 pułk ułanów Legionów Polskich. W czasie bitwy pod Rarańczą dostał się do niewoli austriackiej gdzie przebywał do 29 września 1918 roku. Był internowany w obozie w Huszt na Węgrzech.
31 października 1918 roku został przyjęty do Wojska Polskiego z zatwierdzeniem posiadanego stopnia porucznika. 8 listopada tego roku został mianowany rotmistrzem . W tym samym miesiącu, w Dębicy, przystąpił do organizacji pułku jazdy, który początkowo nosił nazwę 2 pułk strzelców konnych, a w czerwcu 1919 roku został przemianowany na 9 pułk ułanów. Z dniem 30 maja 1919 roku został zatwierdzony na stanowisku tymczasowego dowódcy pułku. Na czele pułku walczył w najpierw z Ukraińcami, a następnie w wojnie z bolszewikami. 1 grudnia 1919 roku został mianowany majorem . Brał udział w wyprawie kijowskiej oraz w walkach obronnych w czasie odwrotu. Walcząc często w pierwszej linii, wyróżnił się m.in. 26 kwietnia przy zdobyciu Koziatyna, czym zyskał uznanie Naczelnego Wodza Józefa Piłsudskiego. 1 czerwca w pierwszym boju z Armią Konną Budionnego pod Rohoźną osobiście prowadził szarżę przeciw bolszewikom. Podobnie wyróżnił się 11 czerwca w boju pod Czerwoną. 3 lipca 1920 roku zginął w czasie obrony mostu na rzece Horyń pod wsią Zozulińce, 3 km od stacji kolejowej Ożenin w kierunku Czerniachowa. Został pochowany na cmentarzu w Dębicy. Pośmiertnie został awansowany na podpułkownika.
3 lipca 1922 w miejscu, w miejscu w którym poległ podpułkownik Józef Dunin-Borkowski, odbyła się uroczystość wzniesienia kurhanu kresowego.

## Ordery i odznaczenia
- Krzyż Srebrny Orderu Virtuti Militari nr 3490 – pośmiertnie 1921[14][15]
- Krzyż Niepodległości – pośmiertnie 22 grudnia 1931 „za pracę w dziele odzyskania niepodległości”[16]